# Sh2-173
Sh2-173 est une nébuleuse en émission visible dans la constellation de Cassiopée.
Elle est située à environ 3 ° nord-nord-est de l'étoile brillante β Cassiopeiae (Caph), l'étoile la plus à l'ouest du "W" de Cassiopée, et se trouve juste au sud-ouest de 12 Cassiopeiae, une étoile bleu-blanc de cinquième magnitude. Compte tenu de sa déclinaison fortement septentrionale, son observation est possible notamment depuis les régions de l'hémisphère boréal, d'où il apparaît circumpolaire jusqu'aux latitudes subtropicales, tandis que depuis l'hémisphère sud sa visibilité est réduite et limitée aux seules régions tropicales.
C'est une région H II d'un diamètre de 77 années-lumière, située à environ 2 700 pc (∼8 810 al). Elle est située sur le bras de Persée, l'un des principaux bras spiraux de la Voie lactée, en correspondance avec l'association OB Cassiopeiae OB5, qui comprend des amas ouverts et des nébuleuses, telles que Sh2-172 et Sh2-177, en contact avec une grosse superbulle d'un diamètre de 380 parsecs, créée par le vent stellaire des étoiles de grande masse de l'association. Il contient un grand nombre d'étoiles jeunes, dont il y en aurait au moins 7 parmi les principales responsables de l'ionisation des gaz, dont la plus chaude est cataloguée BD+60 39, une étoile bleue de classe spectrale O9V. Elle ferait partie d'une grande région de formation d'étoiles située près de l'association Cas OB5, à laquelle sont également connectées les nébuleuses voisines, ainsi que les amas ouverts NGC 103 et la source d'ondes radio KR 98, ainsi que la nébuleuse obscure LDN 1282.